# Поду-Жижієй
Поду-Жижієй (рум. Podu Jijiei) — село у повіті Ясси в Румунії. Входить до складу комуни Голеєшть.
Село розташоване на відстані 336 км на північ від Бухареста, 13 км на північний схід від Ясс.

## Населення
За даними перепису населення 2002 року у селі проживали 253 особи, усі — румуни. Усі жителі села рідною мовою назвали румунську.